# 亚当·伦德奎斯特
亚当·伦德奎斯特（瑞典語：Adam Lundqvist，1994年3月20日—），瑞典男子足球運動員。在場上的位置是後衛。他現在效力於瑞典足球超級聯賽球隊艾夫斯堡體育會。他也代表瑞典國家足球隊參賽。